# 国際連合安全保障理事会決議400
国際連合安全保障理事会決議400（こくさいれんごうあんぜんほしょうりじかいけつぎ400、英: United Nations Security Council Resolution 400）は、1976年12月7日に国際連合安全保障理事会で採択された決議である。国際連合事務総長の任命について検討した上で、国際連合総会に対してクルト・ヴァルトハイムの2期目への任命を勧告した。任期は1977年1月1日から1981年12月31日までの5年間である。